# Aegeridae
Aegeridae è una famiglia di gamberi fossili. Essa comprende due generi, Aeger e Acanthochirana.